# Channavaderahalli, Koratagere
Channavaderahalli là một làng thuộc tehsil Koratagere, huyện Tumkur, bang Karnataka, Ấn Độ.